# Dammbach (Bühler)
Der Dammbach ist ein vier Kilometer langer Bach auf dem Gebiet der Gemeinde Bühlertann im Landkreis Schwäbisch Hall im nordöstlichen Baden-Württemberg, der südlich des Ortes von rechts in die Bühler mündet.

## Name
Der Name Dammbach ist wohl aus Tanbach entstanden und hängt also eher mit dem Bühlertalsporn Tannenberg links des Unterlaufs, auf dem die Tannenburg steht, als mit dem Wort Damm zusammen.

## Geographie

### Quelle
Der Dammbach entspringt nach den amtlichen Karten etwa einen halben Kilometer nördlich von Bühlertann-Hettensberg wenig westlich der Kreisstraße 2637 Hettensberg–Frankenhardt-Hinteruhlberg in der beginnenden Schnellklinge auf etwa 490 m ü. NHN. Deren Taleinschnitt setzt sich aufwärts als flache Mulde auf der Hochfläche der Ellwanger Berge zwischen den beiden Weilern einige hundert Meter weiter nach Nordosten fort bis hinweg über den Südwestzipfel des großen Waldgebietes Schäfer, der auf etwa 502 m ü. NHN liegt. Hier, im Osten der K 2637, findet man in der Natur noch für etwa weitere 200 Meter ein ausgebildetes Bachbett, das auch sommers häufig Wasser führt und im unteren Teil von Gehölz begleitet ist.

### Verlauf
In der steilen und bewaldeten Schnellklinge, einer tiefen Mergelschlucht, fließt der Bach – wofern er nicht, wie oft sommers, gerade hier trocken liegt – nach Westen und tritt nach etwa 600 Metern auf etwa 425 m ü. NHN auf dem schon flachen unteren Hang in die offene Flur über. In der hier schon sehr weiten Talmulde liegen von nun an fast nur noch Wiesen und Weiden. Nach einem guten Kilometer erreicht ihn etwa auf 409 m ü. NHN von links der etwas längere Hettensbach. Danach fließt der Dammbach für etwa einen weiteren Kilometer recht beständig am linken Talrand, an sein linkes Ufer tritt der Hangwald des Brettheimer. Bald dreht der Bach langsam seinen Lauf nach Südwesten, nach etwa 1,7 Kilometer fließt ihm aus dem Brettheimer ein kürzerer Bach zu. Von rechts mündet bald danach ein weites, bachloses Seitental von westlich der Vetterhöfe herab mit jedoch oft recht feuchten Wiesen. Zweieinhalb Kilometer unterhalb seiner Quelle quert eine Brücke seinen Lauf, über die ein Feldweg von Bühlertann-Halden von der Spitze der links das Tal begleitenden Bergzunge des Tannenbergs zu den Vetterhöfen auf dem hier schon tieferen rechten Bergrücken führt. An dessen Abhang beginnt bald ein Heidegelände, auf dem Moto-Cross-Fahrer ihre Künste üben. Etwa diesem gegenüber mündet von links ein Hanggraben aus dem Trog. Noch weiter talab wird der Bachlauf merklich gerader; ein paralleler Entwässerungsgraben zieht auf feuchter Aue eine Zeit lang neben ihm her. Inzwischen ist die Tannenburg auf dem Sporn des linken Höhenrückens sichtbar und nach einem weiteren Feldweg über ihn hinweg unterquert der Dammbach in einer Röhre die zum Damm aufgeschüttete Trasse der Landesstraße 1060 Bühlertann–Fronrot, die entgegen dem Dammbach die Steige an der Tannenberghalde erklimmt. Auf der anderen Seite des Damms tritt der Dammbach in die Bühlertalaue ein und wird in einem schnurgeraden, 300 Meter langen Graben nach Nordwesten bis zur Bühler geführt, in die er südlich des Gewerbegebietes von Bühlertann in den Bruckwiesen und wenig vor einem Wehr, an dem der Kanal zur Dorfmühle nach der anderen Seite abgeht, auf etwa 372 m ü. NHN und vier Kilometer unterhalb seiner Quelle von links einmündet.

### Einzugsgebiet
Der Dammbach entwässert ein Gebiet von 5,3 km², dessen Anteil im Osten auf der Hochebene und auf den das Tal klammerförmig einfassenden Höhenrücken links und rechts im Unter-Naturraum Ellwanger Berge der Schwäbisch-Fränkischen Waldberge liegt. Das weitere Dammbachtal und der Anteil im Westen in der Bühleraue dagegen sind Teil der Vellberger Bucht im Naturraum Hohenloher und Haller Ebene. Die höchste Stelle liegt ganz an der Nordostspitze wenig südlich von Hinteruhlberg auf etwa 514 m ü. NHN.
Die rechte, nordwestliche Wasserscheide läuft von hier über den Sporn Geigersberg hinab auf eine mittlere Geländeplattform bei Vetterhöfe und auf deren Rücken bis nach einem Wasserreservoir; bis dorthin entwässert jenseits der nächste große rechte Bühler-Zufluss Nesselbach die Gegenseite. Auf dem weiteren Abschnitt auf dem nämlichen Rücken bis nahe der Mündung liegt außerhalb der Einzugsbereich einer heute gewässerlosen Talmulde im Bühlertanner Ortsbereich.
Östlich der Wasserscheide auf der Hochebene vom höchsten Punkt bei Hinteruhlberg bis an den Nordrand von Fronrot grenzt das Einzugsgebiet der zum Kocher laufenden Blinden Rot an, die hier über ihre rechte Nebenbäche Kaltenbach und dann Forellenbach konkurriert.
Im Süden hinter dem langen Sporn von Fronrot bis zur Tannenburg sammelt fast bis zuletzt der Avenbach den Abfluss, danach auf nur kurzem Abschnitt der kurze Elsäßerbach, beide sind ebenfalls Zuflüsse nun oberhalb zur Bühler.
Ein großer Teil des Einzugsgebietes, insgesamt über 3,5 km², ist seit 1983 als Landschaftsschutzgebiet Dammbachtal mit angrenzenden Höhenzügen ausgewiesen.

### Zuflüsse
Liste der Zuflüsse und  Seen von der Quelle zur Mündung. Gewässerlänge, Einzugsgebiet und Höhe nach den entsprechenden Layern auf der Onlinekarte der LUBW. Andere Quellen für die Angaben sind vermerkt.
Ursprung des Dammbachs ausweislich amtlicher Karten auf etwa 490 m ü. NHN in der oberen Schnellklinge westlich der K 2637 von Bühlertann-Hettensberg nach Frankenhardt-Hinteruhlberg etwa 500 Meter nördlich von Hettensberg. Der Bach fließt anfangs westlich.
In der Natur findet man oberhalb der Schnellklinge in einer sich auf der Hochfläche der Ellwanger Berge nordöstlich einen Viertelkilometer fortsetzenden flachen Talmulde noch für etwa weitere 200 Meter ein ausgebildetes Bachbett, das auch sommers häufig Wasser führt und im unteren Teil von Gehölz begleitet ist.
- Hettensbach, von links und Südwesten auf etwa 408,9 m ü. NHN[LUBW 7] am Nordrand des Waldes Brettheimer etwa 450 Meter südöstlich der Vetterhöfe, 1,3 km und ca. 0,7 km². Entsteht wenig über 490 m ü. NHN westlich der Straße durch Hettensberg.
Entwässerte bis 2014 auf etwa 490 m ü. NHN den Löschwasserteich in der Ortsmitte von Hettensberg; inzwischen aufgefüllt.[5]
 Der Dammbach selbst ist von der Schnellklinge bis hierher 1,0 km lang und hat ein Teileinzugsgebiet von ca. 0,9 km².
Er fließt wenig später lange westsüdwestlich bis südwestlich.
- (Bach aus dem Brettheimer), von links und Südosten auf etwa 398 m ü. NHN[LUBW 7] südlich gegenüber den Vetterhöfen, ca. 0,3 km[LUBW 8] und ca. 0,8 km². Entsteht in seiner Waldklinge merklich unter 410 m ü. NHN.
- (Graben aus dem Trog), von links und Südosten auf etwa 386 m ü. NHN[LUBW 7] gegenüber dem Moto-Cross-Gelände, ca. 0,4 km[LUBW 8] und ca. 0,3 km². Entsteht auf etwa 410 m ü. NHN im Bereich einer verfüllten kleinen Gipsgrube.
- (Entwässerungsgraben), von links und Süden auf etwa 374 m ü. NHN nach der Unterquerung des Damms der Landesstraße 1060 in der flachen Bühleraue entlang dem Radweg Kottspiel–Bühlertann, ca. 0,1 km.[LUBW 8]
Der Dammbach fließt ab der Landesstraße westnordwestlich in einem schnurgeraden Graben.
- (Entwässerungsgraben), von links und Südwesten auf etwa 373 m ü. NHN, ca. 0,1 km.[LUBW 8]

Mündung des Dammbach von rechts und zuletzt Ostsüdosten auf ca. 372 m ü. NHN wenig südlich des Bühlertanner Gewerbegebiets in den Bruckwiesen  in die mittlere Bühler. Der Dammbach ist ab der offiziellen Quelle in der Schnellklinge 4,0 km lang und hat ein Einzugsgebiet von 5,3 km².

### Ortschaften
Das Dammbachtal ist unbesiedelt. Der Zufluss Hettensbach entsteht beim Weiler Hettensberg, der wenig diesseits der östlichen Wasserscheide auf der Hochebene liegt. Vom Weiler Fronrot entwässern allein einige Häuser um die Kirche zum Dammbach. Sonst liegen nur noch die Vetterhöfe am Mittellauf auf dem rechten Bergrücken halber Höhe, das Einzelhaus Tannenberghalden an der Steige der Landstraße 1060 und evtl. die Tannenburg selbst ganz vorne auf dem Tannenberg auf der Linken im Einzugsgebiet.
Der Bach gehört insgesamt zur Gemeinde Bühlertann, ebenso das Einzugsgebiet, bis auf ein kleines Gebiet an der Nordostspitze um Hinteruhlberg, das wie dieser Weiler selbst auf der Gemeindegemarkung von Frankenhardt liegt. Alle anderen hier genannten Siedlungsplätze gehören zu Bühlertann.

### Geologie
Der Lauf des Dammbachs beginnt an der Schichtstufenkante des Kieselsandsteins (Hassberge-Formation), wovon früher ein kleiner, inzwischen verfüllter Steinbruch wenig nördlich der Quelle zeugte. Der Bach läuft recht schnell die Schichtenfolge bis zum Gipskeuper (Grabfeld-Formation) hinab, in dem der größere Teil des Bachlaufes liegt. Im Bereich des Oberlaufs gibt es am linken Hang einige Verebnungsstufen über der Corbula-Bank des Gipskeupers oder den Estherienschichten, die meist ackerbaulich genutzt werden. Im oberen, bewaldeten Teil des erwähnten bachlosen Tals, das von rechts auf den Mittellauf zuführt, liegt eine Reihe von Dolinen. Eine größere Hochebene rechts des Unterlaufes, Gemarkung Steinäcker, liegt ebenfalls auf der Corbula-Bank. Über die sich nordöstlich in Richtung Vetternhöfe anschließende Gemarkung Mahd steigt das Gelände stetig bis zum Schilfsandstein (Stuttgart-Formation) an, der auf dem Höhenrücken um die Vetternhöfe selbst große Flächen einnimmt, die unterm Pflug stehen.

## Landschaftsschutzgebiet
Nahezu auf seine gesamten Länge verläuft der Dammbach im Landschaftsschutzgebiet Dammbachtal mit angrenzenden Höhenzügen. Es wurde mit der Nummer 1.27.048 am 12. Juli 1983 vom Landratsamt Schwäbisch Hall ausgewiesen und hat eine Größe von rund 363 Hektar.

### LUBW
Amtliche Online-Gewässerkarte mit passendem Ausschnitt und den hier benutzten Layern: Lauf und Einzugsgebiet des Dammbachs

Allgemeiner Einstieg ohne Voreinstellungen und Layer: Daten- und Kartendienst der Landesanstalt für Umwelt Baden-Württemberg (LUBW) (Hinweise)
1. 1 2 3 4  Höhe nach dem Höhenlinienbild auf dem Hintergrundlayer Topographische Karte.
2. 1 2  Länge nach dem Layer Gewässernetz (AWGN).
3. 1 2  Einzugsgebiet nach dem Layer Basiseinzugsgebiet (AWGN).
4. 1 2  Ursprung übereinstimmend nach dem Hintergrundlayer Topographische Karte und dem Layer Gewässernetz (AWGN).
5. ↑  Landschaftsschutzgebiet nach dem gleichnamigen Layer.
6. ↑  Einzugsgebiet abgemessen auf dem Hintergrundlayer Topographische Karte.
7. 1 2 3 4  Höhe nach schwarzer Beschriftung auf dem Hintergrundlayer Topographische Karte.
8. 1 2 3 4 5  Länge abgemessen auf dem Hintergrundlayer Topographische Karte.

### Andere Belege
1. ↑  Modellierte Werte nach Abfluss-BW Gewässerknoten MQ/MNQ
2. ↑  Das Ellwanger Gült- und Rechtsbuch von 1339 nennt als zur Tannenburg gehörig einen Hof im Tanbach in einer Liste naher Örtlichkeiten; für Tanbach kommt danach wohl nur der heutige Dammbach zu Füßen der Burg infrage. Siehe das Kapitel zu Bühlerthann in der Beschreibung des Oberamts Ellwangen von 1886.
3. 1 2 3  Persönliche Beobachtung.
4. ↑  Wolf-Dieter Sick: Geographische Landesaufnahme: Die naturräumlichen Einheiten auf Blatt 162 Rothenburg o. d. Tauber. Bundesanstalt für Landeskunde, Bad Godesberg 1962. → Online-Karte (PDF; 4,7 MB)
5. ↑  „Aus Teich wird Dorfplatz“ (Seite nicht mehr abrufbar, festgestellt im Dezember 2023. Suche in Webarchiven)  Info: Der Link wurde automatisch als defekt markiert. Bitte prüfe den Link gemäß Anleitung und entferne dann diesen Hinweis., Artikel vom 12. August 2014 auf der Website des Haller Tagblatts.
6. ↑  Geologie nach der unter → Literatur aufgeführten geologischen Karte. Einen gröberen Überblick verschafft auch: Mapserver des Landesamtes für Geologie, Rohstoffe und Bergbau (LGRB) (Hinweise)